# (24361) 2000 AK120
2000 أي كي 120 (ويعرف أيضًا باسم (24361) 2000 أي كي 120 وفق تسمية الكوكب الصغير) (بالإنجليزية: 2000 AK120)‏ هو كويكب ضمن حزام الكويكبات؛ وترتيبه 24361 من حيث الاكتشاف.
اكتُشف هذا الجُرم الفلكي بواسطة بحث لنكولن عن الكويكبات القريبة من الأرض في 5 يناير 2000.

## وصلات خارجية
- (24361) 2000 AK120 في قاعدة بيانات مختبر الدفع النفاث لأجرام النظام الشمسي الصغيرة

- الاكتشاف · مخطط المدار ·  العناصر المدارية · المعلمات المادية

- (24361) 2000 AK120 على موقع ويكي سكاي: DSS2, SDSS, GALEX, IRAS, Hydrogen α, X-Ray, Astrophoto, Sky Map, Articles and images